# 直流無刷電動機

永磁同步电机/直流无刷电机的工作原理

無刷直流馬達（英語：Brushless DC Motor）或稱直流無刷電機或BLDC电机，是沒有電刷和整流子的電動機，根據轉子永久磁鐵位置調整定子電流以產生轉矩，也屬於永久磁鐵電動機。雖然是稱“直流”馬達，但实际上是一种使用三相电的永磁同步电动机（PMSM）。之所以被称为“无刷直流电机”是因为在许多应用中该电机可以替换有刷直流电机。因此，BLDC电机也被称为EC（电子换向）电机，以便与包含电刷的机械换向电机进行区分。
BLDC电机利用電力電子技術（变频器）輸入控制訊號到馬達，以切換直流電的開關和通過的線圈組，而得到力矩使轉子轉動。但這些控制信號，波形沒有限制。方波驱动的称为BLDC，用于位置要求不是很高的场合；正弦波驱动的称PMSM，用于伺服场合。

## 发展
早在1917年Boiiger就提出了用整流管代替有刷直流电机的机械电刷的想法。1955年，美国D. Harrison等人申请用晶体管换向线路代替有刷直流电机机械电刷的专利，标志着现代无刷电机的诞生。

## 结构

BLDC电机的星型连接

較簡單的結構是有一枚永久磁鐵及至少兩組（四個端子）線圈，兩組線圈輪流開關。永久磁鐵是轉子，線圈是定子。當磁鐵與線圈成一直線的時候，斷開該組線圈，啟動下一組線圈。

### 定子
BLDC电机的定子与感应电机的定子相似，是由绝缘铸钢叠片组成，可以降低涡流的电流损失。多数BLDC电机都有三个星型连接的定子绕组，绕组置于沿内部圆周的轴向冲压槽中。直径小于40mm的电机会采用无齿槽设计：它的定子没有铁芯，铁损大幅减少，因此能效等级更高。

### 转子
转子用永磁体制成，转子里是没有线圈的。可有2到8对磁极，南磁极和北磁极交替排列。使用稀土合金磁体可以提高磁通密度，缩小转子体积。永磁体在转子上的安装方式多种多样：表贴式永磁（SPM）将永磁体装在转子铁芯外圆表面，通常见于高功率密度电机；表面嵌入式永磁（SIPM）电机的永磁体放在转子外表面的凹槽中，使得整个转子为圆柱形，提高了机械强度，防止永磁体在高速旋转时飞出；内置式永磁（IPM）转子结构的机械结构可靠，但安装工艺复杂，多用于高速电机。

## 类型
BLDC电机有内转子电机和外转子电机两种结构类型。内转子电机的优势在于转子的转动惯量低，散热非常快，在大多数工业应用中广泛使用。外转子电机的定子位于内侧，转子包括一个能够旋转外壳，磁体安装在外壳上，定子发热线圈与环境隔绝，散热相对较慢。由于转子的转动惯量转矩很大且很难控制转子外壳的平衡，所以外转子电机不适用于旋转速度很高的模式。但外转子电机可以拥有更短的结构并通常具备更小的停转转矩，而由于在相同的磁力下，它的转子直径更大，因此其转矩也更大。

外轉子設計的永磁直流無刷馬達
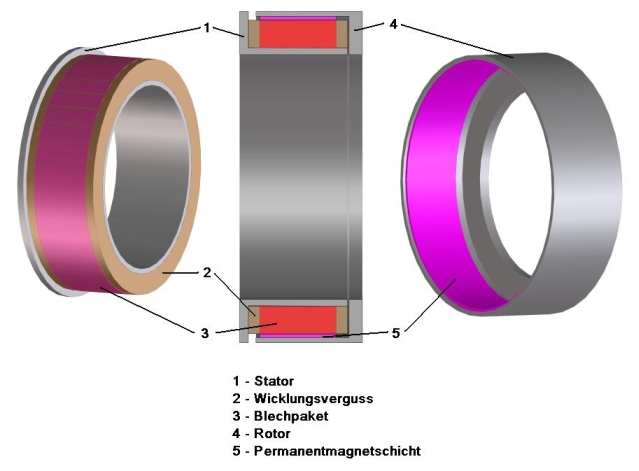
力矩馬達是一种特殊的无刷永磁同步电机[8]。
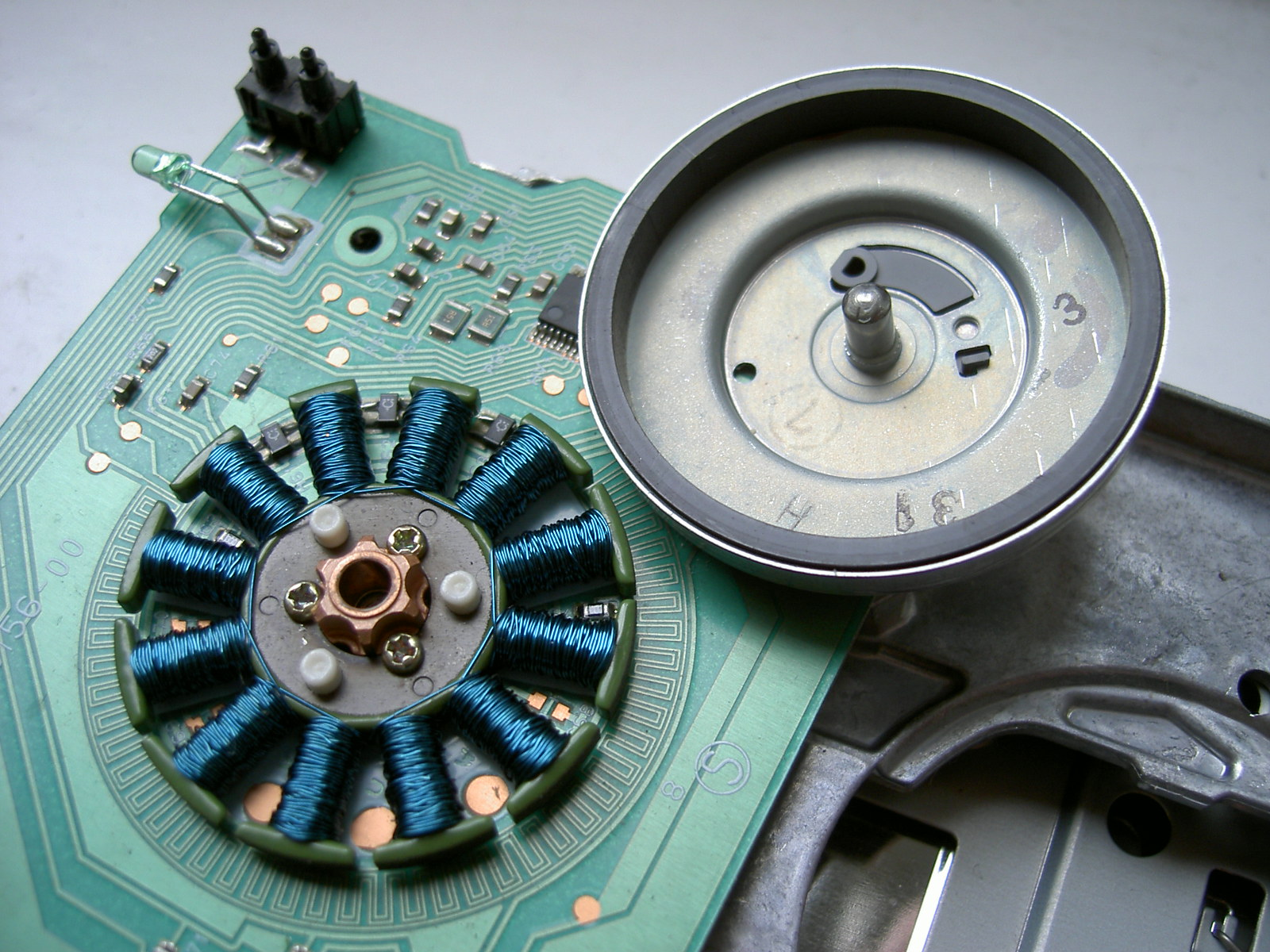
软驱电机，右上方转子内的环是永磁铁。
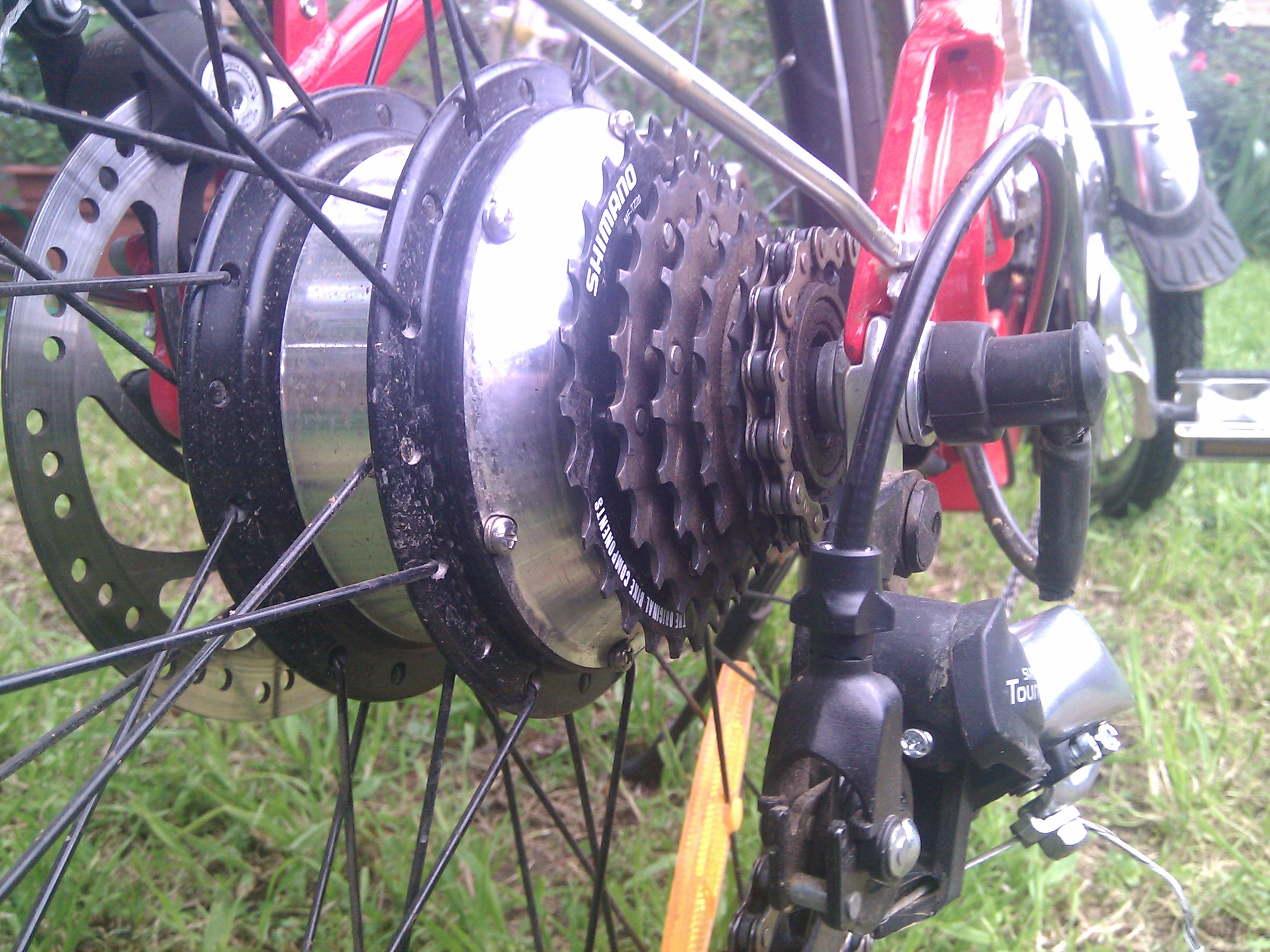
电动自行车的轮毂电机

以定子绕组中线圈的互连方式分为梯形和正弦电机。采用集中整距绕组时，感应电动势为梯形波，称为永磁无刷直流电机（BLDC）；分布绕组时，永磁转子形成正弦磁场，称为永磁同步电机（PMSM）。新型向量控制技术已对无刷直流电机使用正弦波控制，使得转矩波动和低速性能均有较大改善。正弦电机输出的转矩比梯形电机平滑，但因为绕组之间有额外的互连，从而增加了耗铜量。永磁无刷直流电机（梯形波）的功率密度比永磁同步电机（正弦波）大15%。

## 控制
在控制BLDC电机时，一般使用的是逆变器电路，例如脉冲宽度调制（PWM），通过调整脉冲占空比（ON/OFF）改变电压：若ON的比率较高，可以得到和提高电压相同的效果；若ON的比率下降，则可以得到和电压降低相同的效果。另外，BLDC电机的控制是配合着转子（永磁体）的位置（角度）进行的。因此，电机控制还需要获取转子位置。

### 霍尔传感器

定子电流I、转矩M與转角α的关系

多数BLDC电机在其非驱动端上的定子中嵌入了三个霍尔传感器（Hall sensor）。每当转子磁极经过霍尔传感器附近时，它们便会发出一个高电平或低电平信号，表示北磁极或南磁极正经过该传感器。根据这三个霍尔传感器信号的组合，就能决定换向的精确顺序。每次换向，都有一个绕组连到控制电源的正极，第二个绕组连到负极，第三个处于失电状态。六步换向定义了给绕组加电的顺序。通过控制通向线圈的电流方向和大小来控制转子的旋转。
|          |    | 1  | 2  | 3  | 4  | 5  | 6 |
| -------- | -- | -- | -- | -- | -- | -- | - |
| V1/V2(U) | -1 | 0  | +1 | +1 | 0  | -1 |   |
| V3/V4(V) | +1 | +1 | 0  | -1 | -1 | 0  |   |
| V5/V6(W) | 0  | -1 | -1 | 0  | +1 | +1 |   |

从技术上来说，霍尔传感器和块换向组合是驱动BLDC电机的最简单方法。这种技术的劣势在于，由于切换过程不连续，在块换向中，会产生以此为峰值的转矩波动，其频率为电机电动旋转频率的六倍。这会引发振动和噪音；低速下尤其如此，电机不会始终均匀地旋转。通电的理想形式是正弦换向，永磁同步电动机（PMSM）的每个绕组都由一个120°正弦波供电，从而产生强度恒定并持续旋转的定子磁场。一般来说，对于精密控制合成磁通量的矢量控制，转角传感器（Angle Sensor）或光电编码器等高精度传感器较为有效。
| 电机类型 | 传感器种类     | 主要用途              | 特征                                         |
| -------- | -------------- | --------------------- | -------------------------------------------- |
| BLDC     | 霍尔效应传感器 | 梯形波、120度通电控制 | 每60度获取一次信号，价格较低，不耐热。       |
| PMSM     | 光电编码器     | 正弦波控制、矢量控制  | 分辨率高，但抗震性、防尘能力较弱，成本较高。 |
| PMSM     | 转角传感器     | 正弦波控制、矢量控制  | 分辨率高，适用于恶劣环境。                   |

### 无传感器控制
BLDC电机可以通过监视反电动势信号，而不是霍尔传感器信号来换向。在既定电机磁通量和绕组数固定的情况下，反电动势的幅度与电机的旋转速度成正比。无传感器控制简化了电机结构（不需要附加绕组），节约了成本，但当电机处于静止状态时，无法获得转子位置，因而需要一种特殊的启动方法。当电机在控制模式下运转多个换向周期直到获得一定速度后，无传感器测量便能够确定转子位置。无传感器控制的BLDC电机适合安装在难以检修的位置，或在多灰尘、多油的环境中运行，但不适合需要较低速度的应用，因为此时反电机势很小而难以测量，会造成工作效率不高。
无传感器BLDC电机的控制系统由一个MCU控制芯片加上一个IGBT或MOSFET驱动器组成，外设器件有三相PWM、ADC和用于过流保护的比较器。
| 控制参数    | V/Hz控制 | 矢量控制 | 无传感器矢量控制 |
| ----------- | -------- | -------- | ---------------- |
| 速度调节    | 1%       | 0.001%   | 0.05%            |
| 转矩调节    | 差       | ±2%      | ±5%              |
| 电机模型    | 不要求   | 要求     | 要求精确的模型   |
| MCU处理功率 | 低       | 高       | 高+DSP           |

## 特性
BLDC电机的转矩在达到额定值之前都保持不变。电机可达最大转速是额定转速的150%，但从超过额定转速起转矩开始下降。
與傳統有刷式直流電動機相比，無刷式較為安全和可靠。碳刷長期使用有碳粉，高溫環境下，碳粉可能會爆炸。因此，需要定期清理，同時保養成本較高。但同樣的去除電刷需要使用電子技術，不是透過簡單改變電壓就能控制定子的轉動了。
| 特性          | BLDC                                                         | 交流感应电机                                                             |
| ------------- | ------------------------------------------------------------ | ------------------------------------------------------------------------ |
| 转速/转矩特性 | 特性曲线平坦，在负载额定的条件，可在所有转速下正常工作。     | 特性曲线非线性，低转速下转矩也低。                                       |
| 输出功率/体积 | 功率密度高，由于转子采用永磁体，体积较小                     | 功率密度中等，由于定子和转子都有绕组，输出功率与体积之比低于BLDC。       |
| 转子惯性      | 惯性小，动态特性较佳                                         | 惯性大，动态特性较差                                                     |
| 起动电流      | 额定值，无需专门的启动电路。                                 | 大约是额定值的7倍，应谨慎选择合适的启动电路。通常使用星型-三角形启动器。 |
| 控制要求      | 要保持电机运转，始终需要控制器。还可使用这一控制器控制转速。 | 固定转速不需要控制器，只有需要改变转速时才需要控制器。                   |
| 差频          | 定子和转子磁场的频率相等                                     | 转子运行频率低于定子磁场。差频随着电机负载的增大而增加。                 |

## 应用

### 恒定负载

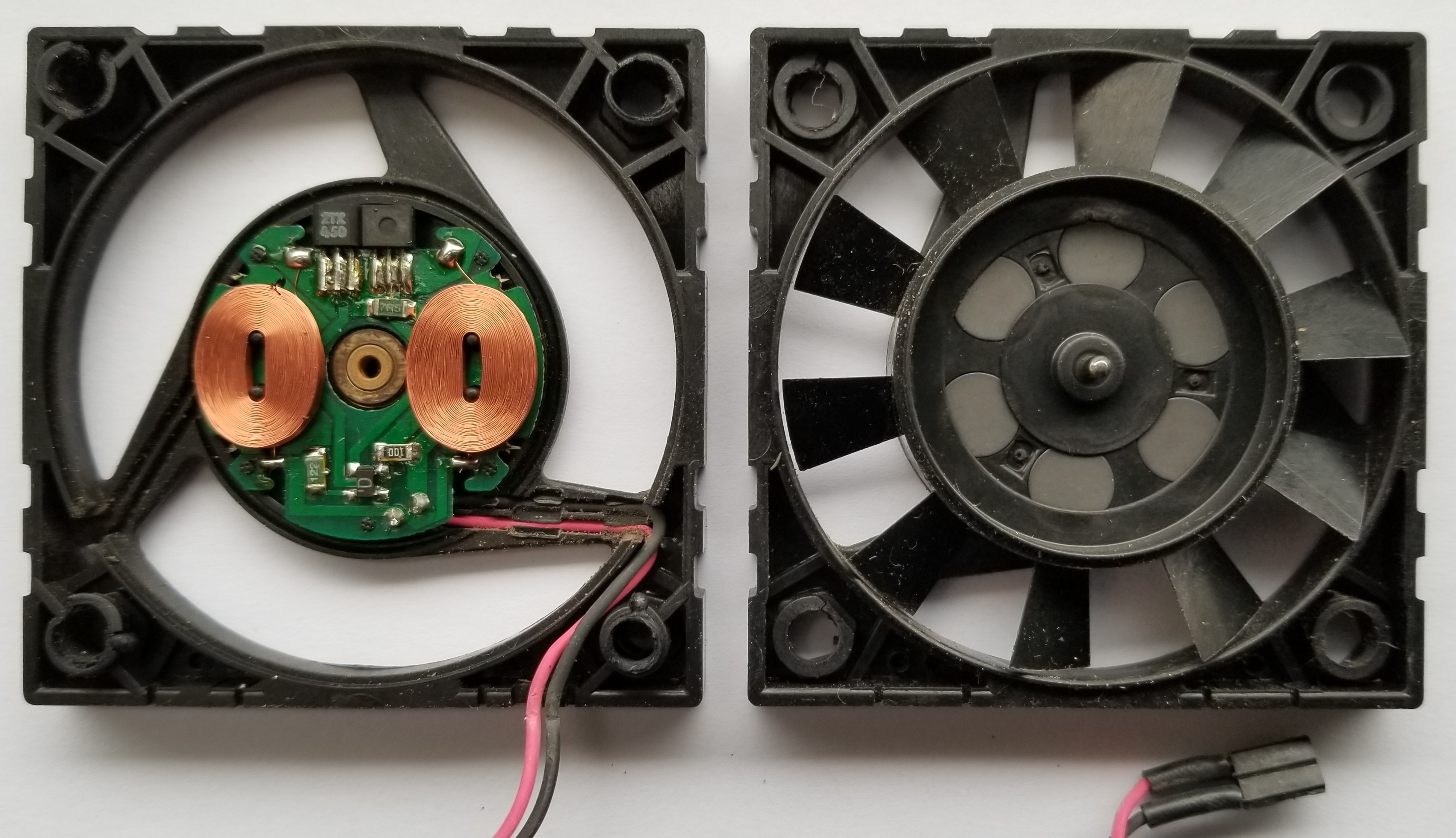
直流无刷管道风扇。印刷电路板上的两个线圈与风扇组件中的六个圆形永磁体相互作用。

如风扇、泵、吹风机这类应用需要低成本控制器，多数运行在開迴路状态。

### 变化负载
家用电器中的洗衣机、干衣机、压缩机，汽车上的燃料泵、电子转向、引擎控制，航空航天领域中的离心机、机械臂、陀螺仪控制等可能使用转速反馈设备，运行在半闭环或全闭环状态。这些应用使用高级控制算法，从而增加了控制器的复杂性，提高了整个系统的造价。

### 定位应用
机械齿轮或定时传送带等应用中转速和转矩的动态响应很重要，并且可能需要频繁切换转向。可能需要有三个控制环同时工作：转矩控制环、转速控制环和位置控制环。